# Lisa Marie Varon
Lisa Marie Varon (nom de soltera Lisa Marie Sole) més coneguda com a "Victoria" (San Bernardino, Califòrnia, 10 de febrer de 1971) és una lluitadora professional estatunidenca.